# برنارد کلی (بازیکن فوتبال)
برنارد کلی (انگلیسی: Bernard Kelly؛ زادهٔ ۲۱ اوت ۱۹۲۸) بازیکن فوتبال اهل بریتانیا است.
از باشگاه‌هایی که در آن بازی کرده‌است می‌توان به باشگاه فوتبال دیل تاون، باشگاه فوتبال بث سیتی، و باشگاه فوتبال برنتفورد اشاره کرد.